# مملكة زيكي

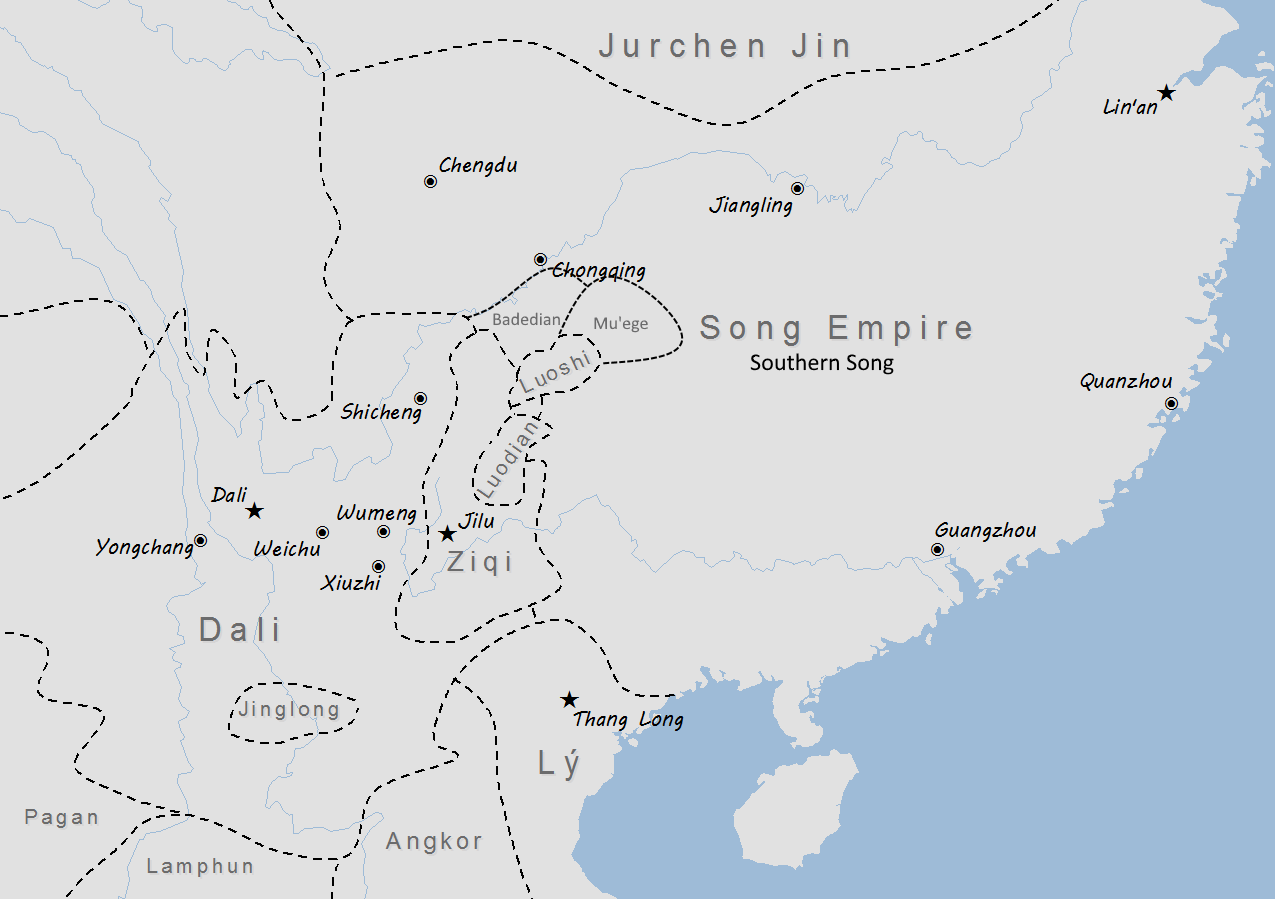
سسونغ

زيكي (الصينية الدارجة) كانت مملكة أسسها وومان (烏 蠻، مضاءة «البرابرة السود»، أسلاف شعب يي) في جنوب غرب الصين خلال عهد أسرة سونغ. شملت أراضي زيكي أجزاء من مقاطعات قويتشو وقوانغشي ويونان الحديثة في الصين.
كانت زيكي في الأصل واحدة من 37 قبيلة من شعب وومان في شرق يونان. خلال عهد أسرة تانغ، كانوا يحكمون من قبل مملكة نانزهاو [الإنجليزية]. انهارت مملكة نازاهو في عام 937، ودخلت يونان فترة انتقالية فوضوية بين مملكتي نازاهو ودالي. خلال هذا الوقت، انفصلت قبائل وومان عن يونان وتحركت شرقًا. من بينها، أُنشئت عدة ممالك صغيرة، وكانت زيكي هي الأقوى، حيث هزمت الآخرين تدريجياً وسيطرت على منطقة كبيرة بين يونان والنهر الأحمر.
في هذا الوقت، كانت الصين تخضع لحكم أسرة سونغ. ثم أصبحت زيكي واحدة من ولايات روافد سونغ. أطلق عليهم الناس في سلالة سونغ اسم شي نان يي (西南夷 ، «البرابرة الجنوبيون الغربيون») إلى جانب العديد من القبائل الأخرى. عندما هاجم جورشن سونغ من الشمال، أصبحت زيكي مصدرًا مهمًا لخيول الحرب للسونغ. في عهد الأكساي (1176 - 1205)، هزمت زيكي مملكة دالي [الإنجليزية] ومقاطعة لوديان [الإنجليزية] وفيتنام سلالة لي  [الإنجليزية] في سلسلة من المعارك وأصبح أقوى قوة في جنوب غرب الصين.
في هذا الوقت، كانت الصين المناسبة [الإنجليزية] لحكم أسرة سونغ. ثم أصبحت زيكي واحدة من ولايات روافد سونغ. أطلق عليهم الناس في سلالة سونغ اسم شي نان يي (西南夷 ، «البرابرة الجنوبيون الغربيون») إلى جانب العديد من القبائل الأخرى. عندما هاجم جورشن سونغ من الشمال، أصبحت زيكي مصدرًا مهمًا لخيول الحرب للسونغ. في عهد الأكساي (1176 - 1205)، هزمت زيكي مملكة دالي ولوديان وفيتنام (سلالة لي) في سلسلة من المعارك وأصبح أقوى قوة في جنوب غرب الصين.

## قائمة الحكام
- زيكي 自 (1100 - 1136)
- عوي (1136 - 1158)
- عاصي 阿 巳 (1158-1162)
- أكسي 阿 謝 (1176-1205)
- عمو (1205 - 1240)
- Nuoju 郍 (1240 - 1259)